# Ångström

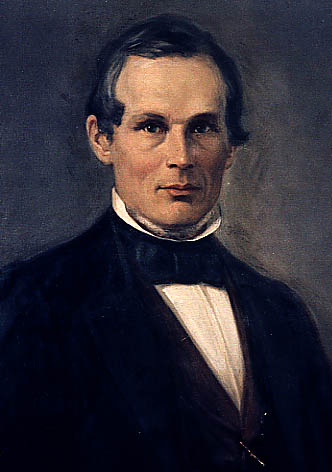
Anders Jonas Ångström.

Ångström (/ˈæŋstrəm/, /ˈæŋstrʌm/; (viết tắt là Å, đọc là "ăng-strôm") là một đơn vị đo độ dài. Nó không phải là một đơn vị đo độ dài nằm trong SI, tuy nhiên đôi khi được dùng cùng các đơn vị của SI, mặc dù việc này không được khuyến khích.
1 ångström (Å) = 10−10 mét =10-4 micrômét  = 0,1 nanômét = 100 picômét
Nó đôi khi được dùng để thể hiện kích thước của nguyên tử, chiều dài của liên kết hóa học và bước sóng ánh sáng.
Đơn vị đo này được đặt tên theo nhà vật lý người Thụy Điển Anders Jonas Ångström, một trong số những người đã gây dựng nên môn quang phổ học.

## Sử dụng
Đường kính của một nguyên tử là vào thứ tự của 1 Angstrom, vì vậy các đơn vị đặc biệt tiện dụng khi đề cập đến các bán kính nguyên tử và ion hoặc kích thước của các phân tử và khoảng cách giữa các máy bay của các nguyên tử trong tinh thể. Bán kính cộng hóa trị của các nguyên tử clo, lưu huỳnh, phosphor và khoảng một angstrom, trong khi kích thước của một nguyên tử hydro là khoảng một nửa của một angstrom. Các angstrom được sử dụng ở dạng rắn vật lý trạng thái, hóa học, và tinh thể học. Các đơn vị được sử dụng để trích dẫn các bước sóng của ánh sáng, độ dài liên kết hóa học, và kích thước của cấu trúc vi sử dụng kính hiển vi điện tử. Bước sóng tia X có thể được đưa ra trong angstrom, như những giá trị này thường nằm trong khoảng 1-10 Å.

## Lịch sử
Các đơn vị được đặt tên theo nhà vật lý người Thụy Điển Anders Jonas Ångström, người sử dụng nó để tạo ra một biểu đồ của các bước sóng của bức xạ điện từ ánh sáng mặt trời trong năm 1868. sử dụng của các đơn vị của ông đã làm cho nó có thể để báo cáo các bước sóng của ánh sáng nhìn thấy (4000-7000 Å) mà không phải sử dụng số thập phân hoặc phân số. Biểu đồ và đơn vị trở nên sử dụng rộng rãi trong vật lý năng lượng mặt trời, nguyên tử quang phổ, và khoa học khác mà đối phó với các cấu trúc vô cùng nhỏ.
Mặc dù angstrom là 10 −10  mét, nó được định nghĩa một cách chính xác theo tiêu chuẩn riêng của mình bởi vì nó là quá nhỏ. Các lỗi trong tiêu chuẩn mét là lớn hơn so với đơn vị anstrom! Định nghĩa 1907 của Angstrom là bước sóng của dòng màu đỏ của cadmium thiết lập để được 6438,46963 angstrom quốc tế. Vào năm 1960, các tiêu chuẩn cho đồng hồ được xác định lại về quang phổ, cuối cùng dựa hai đơn vị trên cùng một định nghĩa.

## Bội số của Angstrom
Các đơn vị khác dựa trên angstrom là micron (10 4  Å) và millimicron (10 Å). Các đơn vị này được sử dụng để đo độ dày màng mỏng và đường kính phân tử.

## Viết Angstrom Symbol
Mặc dù biểu tượng cho angstrom là dễ dàng để viết trên giấy, một số mã là cần thiết để tạo ra nó bằng cách sử phương tiện truyền thông kỹ thuật số. Trong giấy tờ cũ, chữ viết tắt "AU" được đôi khi được sử dụng. Phương pháp viết biểu tượng bao gồm:
- Gõ ký hiệu U + 212B hoặc U + 00C5 trong Unicode
- Sử dụng biểu tượng & # 8491 hoặc & # 197 trong HTML
- Sử dụng mã & Aring; trong HTML